# Gut an der Linde

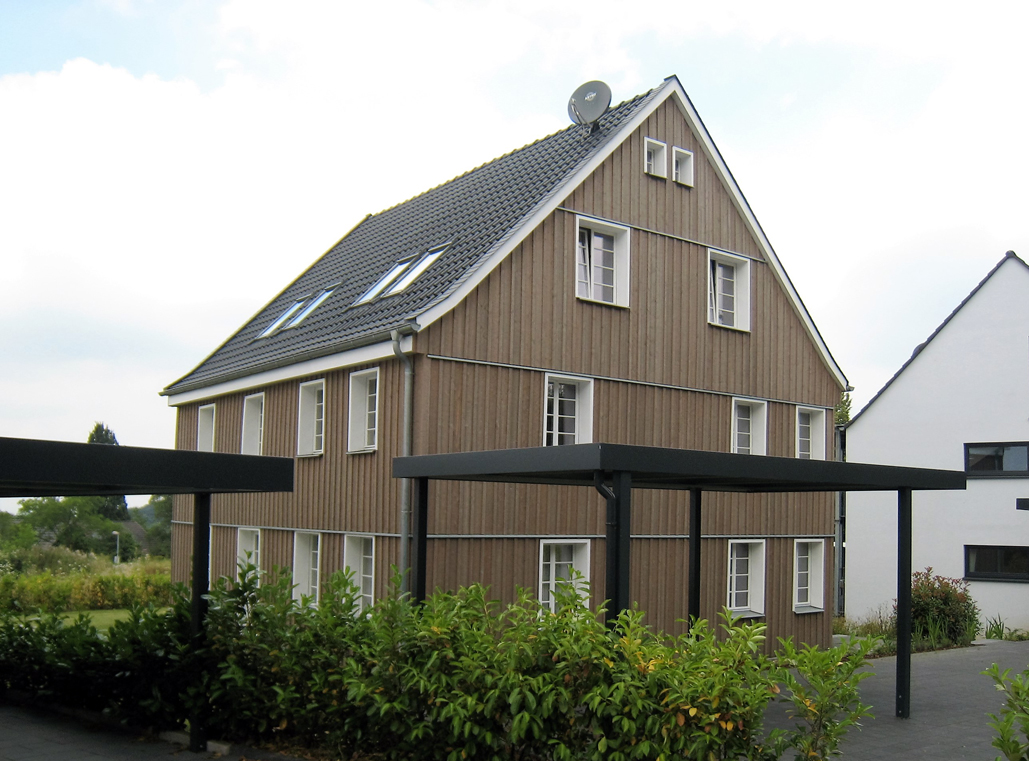
Rest des ehemaligen Guts an der Linde

Das Gut an der Linde stand am Diakonissenweg im Stadtteil Moitzfeld von Bergisch Gladbach im Rheinisch-Bergischen Kreis. Heute steht dort mit dem Wohnhaus Diakonissenweg 19 nur noch ein Rest der alten Anlage.

## Geschichte
Moitzfeld bestand mehr als dreihundert Jahre lang aus drei Hofstellen. Eine davon war das Gut an der Linde, genannt Mittelmoitzfeld. Das Gut an der Linde wurde erstmals 1413 urkundlich erwähnt. Der letzte Halfmann war 1661 Johann Schmalzgrüber. Mehrere Fachwerkgebäude wurden um 1790 errichtet.
Nach 1892 erfolgte eine Aufteilung des Gutes in mehrere Einzelobjekte. Weitere Fachwerkgebäude wurden zu dieser Zeit errichtet. Das Einzelobjekt Gut an der Linde ging am 15. Juni 1925 in das Eigentum der Bergischen Diakonie Aprath über, die dort ab 1. Oktober 1925 ein „Heim für schwer erziehbare Töchter besserer Stände“ führte. Es diente der Erziehung in Haushalt und Landwirtschaft. 
Nach dem Zweiten Weltkrieg zog 1945 das Wirtschaftsamt der Gemeinde Bensberg in die Gebäude ein. Es wurden zwei Amtsstuben und eine Wohnung für Bürgermeister Schumacher eingerichtet. Einen Teil der Mädchen brachte man in Bornen bei Kürten unter, das bis dahin nur für Jungen eingerichtet war. Am 27. Januar 1951 zog das Knabenheim Bornen nach Moitzfeld um. In den Jahren 1963–64 folgten Erweiterungsbauten.
Das Gut an der Linde wurde als Erziehungseinrichtung 1973 endgültig aufgelöst, nachdem sexueller Missbrauch an den Heiminsassen durch Erzieher ruchbar geworden war.

## Baudenkmal
Das Wohnhaus Diakonissenweg 19 ist seit dem 4. Juni 2007 als Denkmal Nr. 165 in die Liste der Baudenkmäler in Bergisch Gladbach eingetragen. Bei dem nördlichen quer zur Straße stehenden Teil des Gutes an der Linde handelte es sich um einen späteren Anbau. Dafür gab es am 23. Januar 2013 eine Abbruchgenehmigung.